# Jodie Broughton

a Compétitions nationales et continentales officielles uniquement.

Jodie Broughton, né le 9 janvier 1988 à Leeds, est un joueur de rugby à XIII anglais évoluant au poste d'ailier dans les années 2000 et 2010. Formé aux Leeds Rhinos, il fait ses débuts à Hull FC où il s'y trouve prêté, il s'engage ensuite pour Salford et Huddersfield. Ne parvenant pas à s'imposer en tant que titulaire dans ce dernier club, il décide de rejoindre les Dragons Catalans en 2016.

## Palmarès
- Collectif
  - Vainqueur de la Challenge Cup : 2018[1] (Dragons Catalans).

### En équipe nationale
Jodie Broughton n'a jamais été sélectionné en équipe d'Angleterre, toutefois en 2011 et 2012, il prit part à des matchs de l'équipe d'Angleterre B appelée les « England Knights ».

### En club
Jodie Broughton a évolué dans quatre clubs différents en Super League.
| Saison | Club                | Compétition   | Matchs | Points | Essais | Buts | Drop |
| ------ | ------------------- | ------------- | ------ | ------ | ------ | ---- | ---- |
| 2008   | Hull FC             | Super League  | 5      | 4      | 1      | -    | -    |
| 2009   | Hull FC             | Super League  | 7      | 20     | 5      | -    | -    |
| 2010   | Salford City Reds   | Super League  | 23     | 48     | 12     | -    | -    |
| 2011   | Salford City Reds   | Super League  | 27     | 56     | 14     | -    | -    |
| 2012   | Salford City Reds   | Super League  | 21     | 60     | 15     | -    | -    |
| 2013   | Salford City Reds   | Super League  | 22     | 48     | 12     | -    | -    |
| 2014   | Huddersfield Giants | Super League  | 20     | 44     | 11     | -    | -    |
| 2015   | Huddersfield Giants | Super League  | 10     | 20     | 5      | -    | -    |
| 2016   | Dragons Catalans    | Super League  | 26     | 76     | 19     | 0    | 0    |
| 2016   | Dragons Catalans    | Challenge Cup | 1      | 0      | 0      | 0    | 0    |
| 2017   | Dragons Catalans    | Super League  | 7      | 8      | 2      | 0    | 0    |
| 2018   | Dragons Catalans    | Super League  | 12     | 32     | 8      | 0    | 0    |
| 2018   | Dragons Catalans    | Challenge Cup | 3      | 16     | 4      | 0    | 0    |
| 2019   | Dragons Catalans    | Super League  | 3      | 20     | 5      | 0    | 0    |